# Accord d'Arta
L'accord d'Arta est signé le 20 septembre 1963 entre de nombreux responsables politiques de ce qui s'appelle alors la Côte française des Somalis (CFS), à l'instigation d'Ali Aref Bourhan, alors Premier ministre du territoire. Il rejette les revendications étrangères sur la CFS. 
Parmi les signataires, on trouve Ali Aref Bourhan, Abdallah Mohamed Kamil, Hassan Gouled Aptidon, Ahmed Dini et Moussa Ahmed Idriss.
Le texte affirme que « la Côte française des Somalis est et doit demeurer une collectivité territoriale de la République française, et repousse avec indignation toutes les visées annexionnistes et revendications territoriales émanant de pays étrangers ».